# Mare de Déu del Roser de Llarvén
La Mare de Déu del Roser de Llarvén és una capella en ruïnes del poble de Llarvén, al terme municipal de Sort, de la comarca del Pallars Sobirà. Pertanyia a l'antic terme d'Enviny.
Està situada al costat nord-occidental de Cal Forn, a uns 200 metres al sud-est del poble de Llarvén.
A principis del segle XXI ja estava en ruïnes.